# Zdeněk Šenkeřík
Zdeněk Šenkeřík (* 19. prosince 1980 Gottwaldov) je bývalý český fotbalový útočník, který ukončil profesionální kariéru v říjnu 2013. Poté zamířil do 5. české ligy do SK Třeboradice.

## Klubová kariéra
Odchovanec Zlína prošel ve své kariéře několika českými kluby. Z nepovedeného tureckého angažmá v Malatyasporu ho v létě 2007 vykoupila Slavia. V téže sezoně, tedy 2007/08, si zahrál se Slavií premiérově Ligu mistrů UEFA, v jejímž rámci výrazně pomohl svému týmu k postupu do jarní části evropských pohárů, zejména pak vyrovnávací brankou v odvetném zápase na půdě rumunské Steauy Bukurešť (1:1). V prvním utkání se Steauou vstřelil historicky první branku Slavie v Lize mistrů (Slavia vyhrála 2:1). V tomto střetnutí také použil fotbalovou kličku, podle níž natočila UEFA instruktážní video.
Získal se Slavií i dva domácí ligové tituly (v sezónách 2007/08 a 2008/09). V zimním přestupovém období sezóny 2008/09 odešel na půlroční hostování do týmu norského mistra Stabæk Fotball. Český mistrovský titul mohl oslavit i v sezoně 2008/09, byť byl ke konci sezony na hostování právě v norském klubu. Tam se příliš neprosadil, jeho hostování skončilo předčasně a v létě 2009 tak znovu nastoupil do přípravy se Slavií. O rok později po nevydařené sezoně odešel do Baníku Ostrava. K 1. červenci 2012 podepsal smlouvu v FK Bohemians Praha. V říjnu 2013 zde ukončil profesionální kariéru.